# Особняк купчихи Кацнельсон
Особняк купчихи Кацнельсон (бел. Асабняк купчыхі Кацнельсон) — памятник деревянного зодчества, выполненный в стиле модерн и расположенный в белорусском городе Бобруйск.

## История
Дом был построен в 1912 году по улице Присутственной (ныне — улица Интернациональная). По одной из версий купчиха 1-й гильдии Пая-Брайна Кацнельсон, занимавшаяся торговлей лесом и известная не только в России, но и за её пределами, увидела особняк в Прибалтике и велела по частям доставить его в Бобруйск, где собрать вновь.
После прихода к власти Советов с ноября 1918 года в доме действовал уездный революционный комитет, в честь чего в 1958 году на здании была открыта памятная доска. После революционного комитета до 2014 года здесь размещалась центральная городская библиотека им. М. Горького.
В соответствии с Постановлением Совета министров № 578 от 14 мая 2007 года особняк купчихи Кацнельсон внесён в Государственный список историко-культурных ценностей Республики Беларусь.

## Описание
Здание является типичным примером «апартаментов» зажиточных горожан. Дом одноэтажный, деревянный, Г-образный в плане, с двускатной крышей. Главный фасад декорирован двумя двухэтажными башнями с шатрами. В центре — круглая мансарда с выходом на балкон. Планировка коридорного типа с двусторонним размещением разных по размеру помещений.